# 王宗华 (植物病理学家)
王宗华（1962年12月11日—），男，福建尤溪人，中华人民共和国植物病理学家、政治人物，中国民主建国会会员。教授，民建福建省委常委兼副主委、民建福州市委主委以及民建中央教科委委员。原闽江学院院长。

## 生平
王宗华是福建尤溪人，出身于农民家庭，成长于农村。
1982年7月，王宗华本科毕业于华南热带作物学院（现海南大学）。1982年8月至10月，王宗华在华南热带作物学院任教。1998年2月至1999年4月在国际水稻研究所担任项目科学家。1982年11月至1993年10月，王宗华在西藏农牧科学研究院工作。1990年12月，在职申请获得西北农业大学植物病理学硕士学位。
1993年11月至2017年2月在福建农林大学工作，历任福建农业大学植物保护系副主任、福建农林大学生命科学学院副院长、海外学院院长。1997年12月，获福建农业大学博士学位。1999年5月至2002年9月先后在美国康乃尔大学、密西根州立大學从事博士后研究。2009年1月至7月在加拿大戴尔豪斯大学和2014年5月至8月在美国加州大学河边分校高级访问学者。2009年6月至2017年1月，担任福建农林大学副校长。同时，他还兼任中国民主建国会福建省委员会副主委、第十一届福建省政协常委以及中国植物病理学会副理事长。学术方面，他是生物学期刊《Molecular Plant Pathology》的副主编。
2016年9月1日，参加“中国侨联第六届新侨创新创业成果交流暨联盟成立大会”，并获得“中国侨界贡献奖”。
2017年2月13日，担任闽江学院院长。
2018年10月28日，出席“闽江学院建校六十周年大会”。年底，出席首届“闽都青年学者学术论坛”。
2023年3月，不再担任闽江学院院长职务。